# Eva Karlsson
Eva Gunilla Karlsson, nach Heirat Eva Ohlsson, (* 21. September 1961 in Karlskoga) ist eine ehemalige schwedische Kanutin.

## Karriere
Eva Karlsson gewann 1981 in Nottingham bei den Weltmeisterschaften ihre erste internationale Medaille, als sie im Vierer-Kajak über 500 Meter den dritten Platz belegte. Bei den Olympischen Spielen 1984 in Los Angeles trat sie in derselben Disziplin an, in der sieben Mannschaften an den Start gingen. In 1:38,97 Minuten überquerte Karlsson gemeinsam mit Agneta Andersson, Anna Olsson und Susanne Gunnarsson als zweitschnellste Mannschaft die Ziellinie, eine halbe Sekunde hinter der siegreichen rumänischen Crew und eine halbe Sekunde vor dem Vierer-Kajak aus Kanada, sodass die vier Schwedinnen die Silbermedaille gewannen.
Karlsson heiratete den schwedischen Kanuten Thomas Ohlsson, der 1984 ebenfalls mit dem Vierer-Kajak den zweiten Platz belegte.